# Ennevelin
Ennevelin è un comune francese di 2 217 abitanti situato nel dipartimento del Nord nella regione dell'Alta Francia.

## Società

### Evoluzione demografica
Abitanti censiti